# Phalacrocorax lucidus
Il cormorano pettobianco (Phalacrocorax lucidus M. H. K. Lichtenstein, 1823) è un uccello appartenente alla famiglia dei Falacrocoracidi ampiamente diffuso in tutta l'Africa a sud del Sahara.

## Descrizione
Lungo circa 90 cm, presenta collo e petto di colore bianco.

## Distribuzione e habitat
Vive in Africa, a sud del Sahara.